# Cheoyongmu

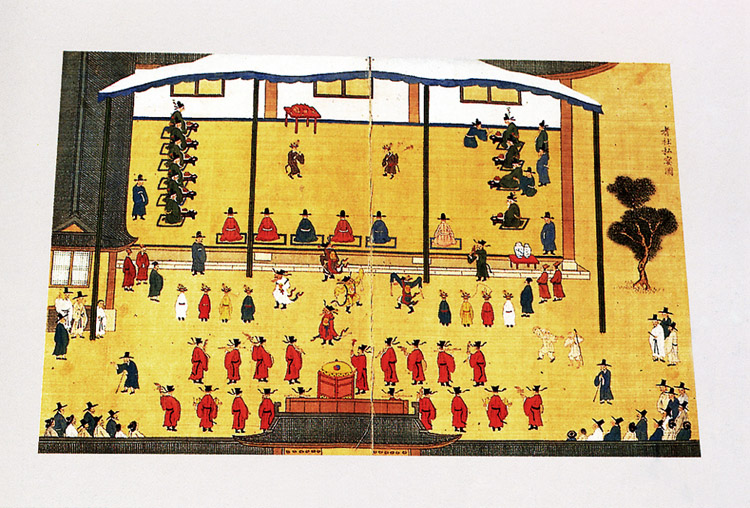
Afbeelding uit 1719

Cheoyongmu is een maskerdans uit Korea. De dans is gebaseerd op de legende Cheoyeong (처용, 處容), een zoon van de drakenkoning uit de Japanse zee.
Cheoyongmu wordt gezien als een dans van de sjamanen, omdat het ritueel tijdens het einde van het jaar wordt opgevoerd om de kwade geesten uit te drijven.
Sinds 2009 staat Cheoyongmu vermeld op de Lijst van Meesterwerken van het Orale en Immateriële Erfgoed van de Mensheid van UNESCO.

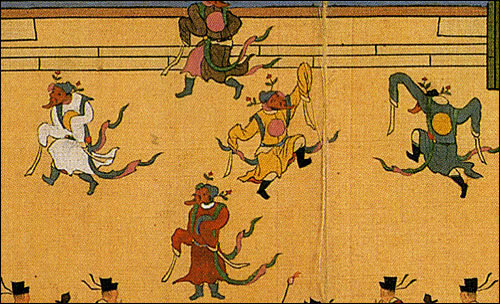
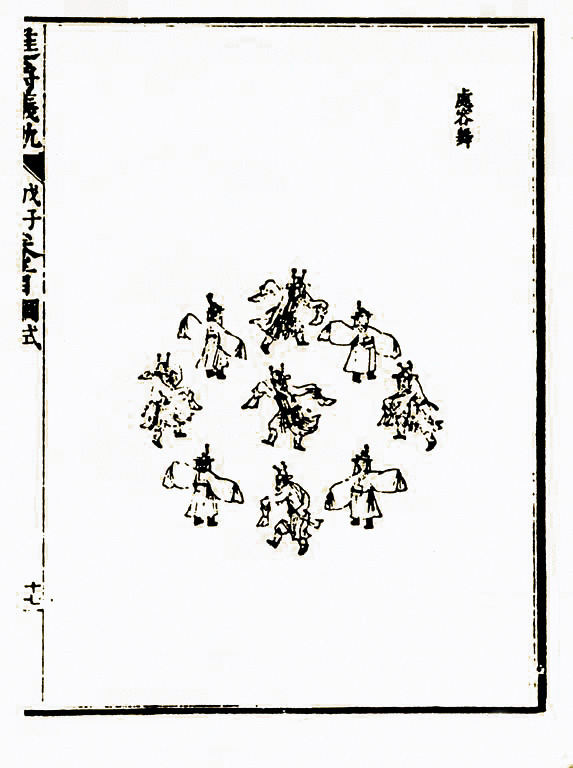
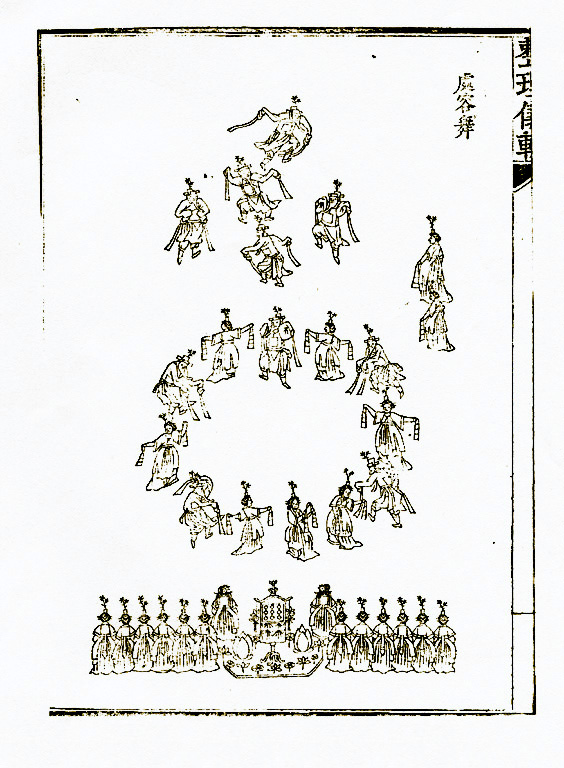
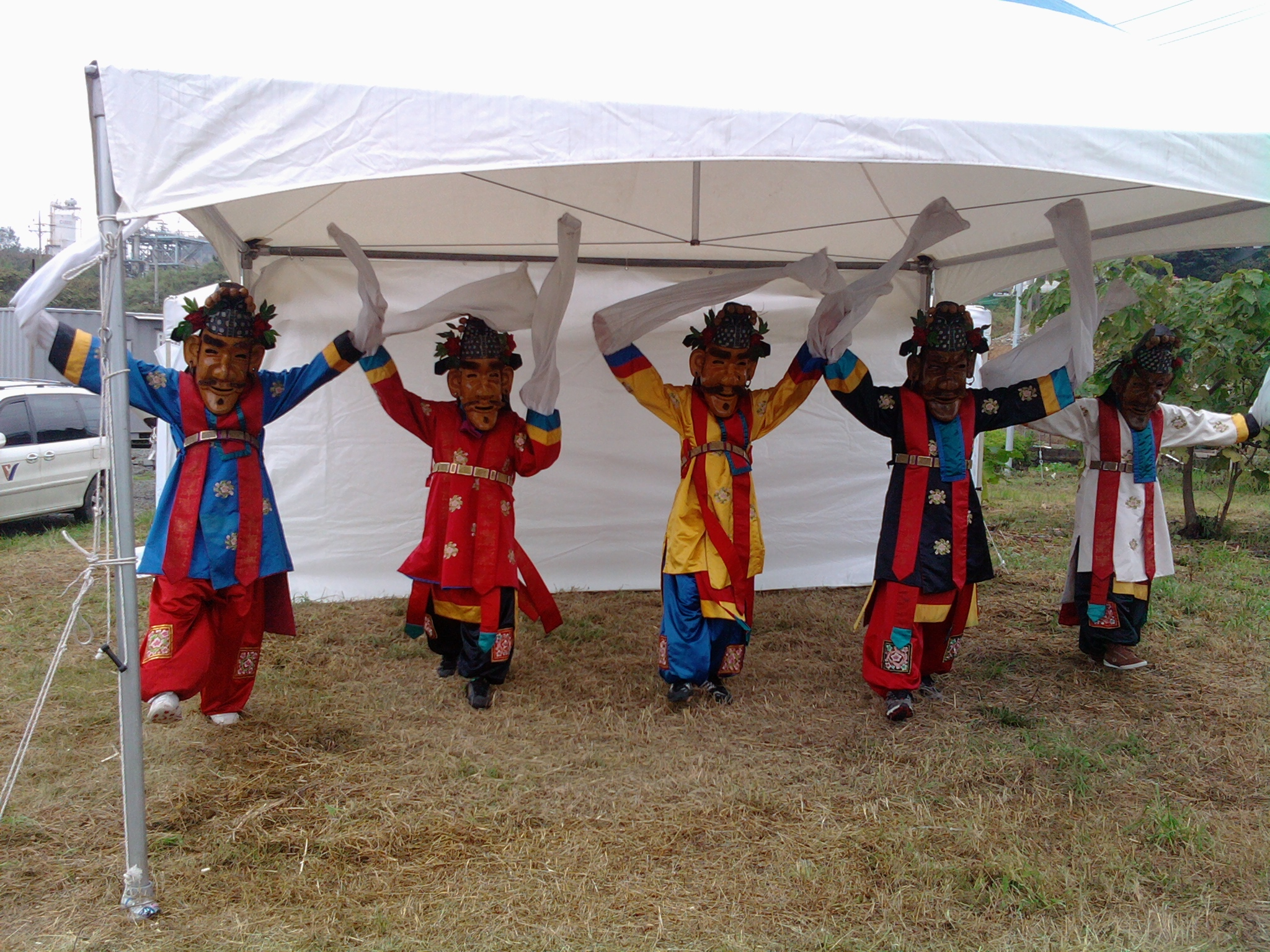